# Taekwondo aux Jeux méditerranéens de 2022
Navigation
Édition 2018
Les compétitions de taekwondo des Jeux méditerranéens de 2022 ont lieu du 3 au 4 juillet 2022 à Oran.

## Médaillés

### Hommes
| Catégorie      | Or                   | Argent               | Bronze                                             |
| -------------- | -------------------- | -------------------- | -------------------------------------------------- |
| Moins de 58 kg | Adrián Vicente (ESP) | Omar Lakehal (MAR)   | Ömer Faruk Dayıoğlu (TUR) Domen Molj (SVN)         |
| Moins de 68 kg | Javier Pérez (ESP)   | Hakan Reçber (TUR)   | Konstantinos Chamalidis (GRE) Lovre Brečić (CRO)   |
| Moins de 80 kg | Seif Eissa (EGY)     | Daniel Quesada (ESP) | Firas Katoussi (TUN) Apostolos Telikostoglou (GRE) |
| Plus de 80 kg  | Ivan Šapina (CRO)    | Ayoub Bassel (MAR)   | Roberto Botta (ITA) Dejan Georgievski (MKD)        |

### Femmes
| Catégorie      | Or                       | Argent                         | Bronze                                       |
| -------------- | ------------------------ | ------------------------------ | -------------------------------------------- |
| Moins de 49 kg | Merve Dinçel (TUR)       | Adriana Cerezo (ESP)           | Bruna Duvančić (CRO) Shahd Elhosseiny (EGY)  |
| Moins de 57 kg | Hatice Kübra İlgün (TUR) | Ashrakat Darwish (EGY)         | Giada Al Halwani (ITA) Kanélya Carabin (FRA) |
| Moins de 67 kg | Matea Jelić (CRO)        | Cecilia Castro (ESP)           | Aya Shehata (EGY) Magda Wiet-Hénin (FRA)     |
| Plus de 67 kg  | Nafia Kuş (TUR)          | Fatima-Ezzahra Aboufaras (MAR) | Nika Petanjek (CRO) Althéa Laurin (FRA)      |